# Volkswagen Taro
Volkswagen Taro – pickup produkowany w Hanowerze w latach 1989–1997 pod marką Volkswagen, jednak powstały w ramach współpracy z koncernem Toyota, na bazie bliźniaczego modelu Toyota Hilux V. 